# La Chapelle-Forainvilliers
La Chapelle-Forainvilliers is een gemeente in het Franse departement Eure-et-Loir (regio Centre-Val de Loire) en telt 171 inwoners (2004). De plaats maakt deel uit van het arrondissement Dreux.

## Geografie
De oppervlakte van La Chapelle-Forainvilliers bedraagt 5,5 km², de bevolkingsdichtheid is 31,1 inwoners per km².
De onderstaande kaart toont de ligging van La Chapelle-Forainvilliers met de belangrijkste infrastructuur en aangrenzende gemeenten.

## Demografie
Onderstaande figuur toont het verloop van het inwonertal (bron: INSEE-tellingen).

1. ↑  Populations de référence 2022.